# Ivo Trumbić
Ivo Trumbić (* 2. April 1935 in Split; † 12. März 2021 in Zagreb, Kroatien) war ein jugoslawischer Wasserballspieler.

## Karriere
Ivo Trumbić war auf Vereinsebene von 1953 bis 1961 für den VK Jadran Split aktiv. Zwischen 1962 und 1970 spielte er für den HAVK Mladost, mit welchem er dreimal die LEN Champions League gewinnen konnte. 1970 wechselte er nach Griechenland, wo er 1971 mit Olympiakos Piräus die Griechische Meisterschaft gewinnen konnte.
Auch mit der Jugoslawischen Nationalmannschaft, für die er 159 Spiele absolvierte, war Trumbić erfolgreich. Neben Silber bei der Europameisterschaft 1962 und Bronze 1966 konnte Trumbić bei den Olympischen Spielen 1964 in Tokio Silber gewinnen. Bei seiner zweiten Olympiateilnahme in Mexiko-Stadt 1968 wurde er Olympiasieger und zudem zum besten Spieler des Wasserballturniers ernannt.
Nach seinem Karriereende wurde Trumbić Trainer. Zwischen 1973 und 1976 trainierte er die Niederländische Nationalmannschaft und konnte mit dieser die Bronzemedaille bei den Olympischen Spielen 1976 gewinnen. Anschließend wechselte er zum VK Jug Dubrovnik, mit dem er 1981 sowohl die Meisterschaft als auch den Landespokal gewinnen konnte. 1982 konnte die Mannschaft den Meistertitel erfolgreich verteidigen. Es folgten Engagements bei der AS Waterpolis Pescara in Italien, bei der Griechischen Nationalmannschaft und ab 2000 beim SC Rote Erde Hamm. Von 2001 bis 2005 war Trumbić als Sportdirektor der Amersfoortse Zwem en Polo Club in den Niederlanden tätig.
2015 wurde Trumbic in die International Swimming Hall of Fame aufgenommen. 2020 wurde er mit dem Franjo-Bučar-Staatspreis für Sport, der höchsten staatlichen Auszeichnung für außergewöhnliche Leistungen um den kroatischen Sport, ausgezeichnet.